# 65. Infanterie-Brigade (Deutsches Kaiserreich)
Die 65. Infanterie-Brigade war ein Großverband der Preußischen Armee.

## Geschichte
Die 65. Infanterie-Brigade wurde am 1. April 1887 mit dem Inkrafttreten des neuen Militärgesetzes vom 11. März 1887 mit dem Stabsquartier in Metz formiert. Sie war zunächst der neuformierten 33. Division unterstellt, welche dem XV. Armee-Korps zugeordnet war. Der Brigade erhielt die Unterstellung des 4. Magdeburgisches Infanterie-Regiment Nr. 67 und des neu aufgestellte Infanterie-Regiments Nr. 136. Im gleichen Jahr verlegte die Brigade nach Mörchingen.
Im Zuge der Bildung des XVI. Armee-Korps durch Verordnung des Kriegsministeriums vom 1. Februar zum 1. April 1890 wurde die 33. Division durch Umbenennung der 30. Division errichtet, mit der 65. Infanterie-Brigade dem neuen Korps unterstellt. Die Brigade hatte das Infanterie-Regiment „Graf Barfuß“ (4. Westfälisches) Nr. 17 und das Infanterie-Regiment Nr. 144 unterstellt. 1906 schied das 5. Lothringische Infanterie-Regiment Nr. 144 aus dem Brigadeverbund und wurde durch das 2. Lothringische Infanterie-Regiment Nr. 131 ersetzt. Durch Kabinettsorder vom 29. Juni entstand zum 1. Oktober 1912 das XXI. Armee-Korps mit der 42. Division, der die Brigade ab diesem Zeitpunkt unterstellt war.

### Erster Weltkrieg
Mit Ausbruch des Ersten Weltkriegs wurde die Brigade durch das Dragoner-Regiment „Generalfeldmarschall Prinz Leopold von Bayern“ (Westfälisches) Nr. 7 verstärkt.

### Gefechtskalender

#### 1914
- 31. Juli bis 16. August – Grenzschutz gegen Frankreich
- 18. bis 19. August – Lauterfingen-Mittersheim
- 20. bis 22. August – Schlacht in Lothringen
- 22. August bis 14. September – Schlacht vor Nancy-Epinal
- 23. September bis 6. Oktober – Schlacht an der Somme
- 07. bis 10. Oktober – Stellungskämpfe westlich St. Quentin
- ab 7. Oktober – Stellungskämpfe an der Somme

#### 1915
- bis 18. Januar – Stellungskämpfe an der Somme
- 19. Januar bis 3. Februar – Transport nach dem Osten
- 04. bis 22. Februar – Winterschlacht in Masuren
- 23. Februar bis 6. März – Gefechte am Bobr
- 09. bis 12. März – Gefechte bei Sejny
- 25. bis 30. März – Gefechte bei Krasnopol und Krasne
- 31. März bis 20. Juli – Stellungskämpfe zwischen Augustow, Mariampol, und Pilwiszki
- 21. Juli bis 7. August – Kämpfe an der Jesia und bei Wejwery
- 01. bis 18. August – Belagerung von Kowno
- 19. August bis 8. September – Njemen-Schlacht
- 09. September bis 2. Oktober – Schlacht bei Wilna
- ab 3. Oktober – Stellungskämpfe zwischen Krewo-Smorgon-Narotsch-Tweretsch

#### 1916
- Stellungskämpfe zwischen Krewo-Smorgon-Narotsch-Tweretsch
  - 18. bis 27. März – Schlacht bei Postawy
  - 18. März bis 30. April – Schlacht am Narotsch-See

#### 1917
- bis 12. Juli – Stellungskämpfe zwischen Krewo-Smorgon-Narotsch-Tweretsch
- 14. bis 18. Juli – Stellungskämpfe östlich Zloczow
- 19. bis 28. Juli – Durchbruchsschlacht in Ostgalizien
- 29. Juli bis 23. August – Stellungskämpfe am Sereth
- 01. bis 5. September – Schlacht um Riga
- 06. September bis 10. Oktober – Stellungskämpfe nördlich der Düna
- 11. bis 20. Oktober – Eroberung der Baltischen Inseln
  - 11. bis 16. Oktober – Eroberung der Insel Ösel
  - 17. bis 18. Oktober – Eroberung der Insel Moon
  - 17. bis 20. Oktober – Eroberung der Insel Dagö
- 20. Oktober bis 7. November – Schutz der Baltischen Inseln
- 05. November bis 1. Dezember – Stellungskämpfe am oberen Styr-Stochod
- 02. bis 24. Dezember – Transport nach dem Westen
- ab 26. Dezember – Stellungskämpfe in Flandern und Artois

#### 1918
- bis 23. Juni – Stellungskämpfe in Flandern und Artois
- 09. bis 18. April – Schlacht bei Armentières
- 23. Juni bis 4. Juli – Stellungskämpfe zwischen Oise, Aisne und Marne
- 05. bis 17. Juli – Stellungskämpfe westlich Soissons
- 18. bis 25. Juli – Abwehrschlacht zwischen Soissons und Reims
- 30. Juli bis 28. August – Stellungskämpfe bei Reims
- 28. August bis 25. September – Stellungskämpfe in der Champagne
- 26. September bis 9. Oktober – Abwehrschlacht in der Champagne und an der Maas
- 13. bis 17. Oktober – Kämpfe an der Aisne und Aire
- 18. bis 23. Oktober – Schlacht bei Vouziers
- 24. bis 31. Oktober – Kämpfe an der Aisne und Aire
- 01. bis 4. November – Kämpfe zwischen Aisne und Aire
- 05. bis 11. November – Rückzugskämpfe vor der Antwerpen-Maas-Stellung

Nach dem Waffenstillstand von Compiègne räumte die Brigade ab dem 12. November 1918 das besetzte Gebietes, marschierte nach Deutschland zurück und wurde dort bis Februar 1919 demobilisiert und aufgelöst.

## Kommandeure
| Dienstgrad          | Name                              | Datum                                                          |
| ------------------- | --------------------------------- | -------------------------------------------------------------- |
| Generalmajor        | Thaddäus von Jarotzky             | 01. April 1887 bis 23. März 1890                               |
| Generalmajor        | Friedrich Messow                  | 24. März 1890 bis 17. April 1891                               |
| Generalmajor        | Rudolf Spankeren                  | 18. April 1891 bis 20. April 1894                              |
| Würt. Generalmajor  | Eugen von Greiff                  | 21. April 1894 bis 21. März 1895                               |
| Oberst              | Ewald von Kleist                  | 22. März bis 17. April 1895 (mit der Führung beauftragt)       |
| Generalmajor        | Ewald von Kleist                  | 18. April 1895 bis 18. März 1896                               |
| Generalmajor        | Georg von Alten                   | 19. März 1896 bis 26. Juni 1897                                |
| Oberst              | Otto Schmidt                      | 27. Juni 1897 bis 26. Januar 1898 (mit der Führung beauftragt) |
| Generalmajor        | Otto Schmidt                      | 27. Januar 1898 bis 15. Juni 1900                              |
| Generalmajor        | August Stein von Kaminski         | 16. Juni 1900 bis 17. Juli 1903                                |
| Generalmajor        | Kurt von Uechtritz und Steinkirch | 18. Juli 1903 bis 13. April 1907                               |
| Generalmajor        | Georg Noell                       | 14. April 1907 bis 1. Mai 1910                                 |
| Oberst              | Franz Reitzenstein                | 25. April bis 16. Mai 1910 (mit der Führung beauftragt)        |
| Generalmajor        | Franz Reitzenstein                | 17. Mai 1910 bis 17. Februar 1913                              |
| Oberst              | Karl von Kehler                   | 18. Februar bis 4. März 1913 (mit der Führung beauftragt)      |
| Generalmajor        | Karl von Kehler                   | 05. März 1913 bis 28. August 1914                              |
| Oberst/Generalmajor | Eggert von Estorff                | 29. August 1914 bis 20. Februar 1915                           |
| unbesetzt           | unbesetzt                         | 21. Februar bis 23. Februar 1915                               |
| Oberst              | Fritz von Versen                  | 24. Februar bis 7. April 1915                                  |
| Oberst              | Georg Nagel                       | 08. April 1915 bis 26. August 1916                             |
| Oberst              | Willi Matthiaß                    | 27. August 1916 bis 20. Juli 1918                              |
| Major               | Leo von Paczensky und Tenczin     | 27. Juli 1918 bis 11. Februar 1919                             |
|                     | Paul Hucke                        | 12. Februar bis 19. Mai 1919                                   |